# 日刊アスカ
日刊アスカ（にっかんあすか）は、1993年から1994年にかけて首都圏で発行された夕刊紙。

## 歴史
発行元の飛鳥新社は、『磯野家の謎 サザエさんに隠された69の謎』（東京サザエさん学会編）のヒットによる黒字の調整を目的に日刊紙に参入。参入に当たっては飛鳥新社単独の出資リスクを避けるため、当時本格的に東京進出しようとしていた吉本興業と共同で発行元となる新会社を設立した。
「コミックペーパー」と銘打ってニュースの大半を漫画で表現するというコンセプトや編集にDTPを多用するなど当時としては画期的な編集体制が話題を呼んだ。
1993年12月13日創刊。直前になり、キヨスクへの新聞・雑誌の取次を行っていた鉄道弘済会が「販売実績がない」ことを理由に同紙の取次を拒否したため、JR駅構内のキヨスクでの販売が困難になるという問題が発生。そのため帝都高速度交通営団など一部の鉄道事業者各駅のスタンド並びに今より店舗数が少なかった一部のコンビニエンスストアでの店頭販売のみという形を取らざるを得なくなり、営業面での苦戦が予想された。
実際に『磯野家の謎』の黒字をベースとして確保された運営資金があっという間に底を付いたほか、「コミックペーパー」のコンセプトを維持するのに不可欠なニュースコミックの執筆体制が不十分だったためにコミックの質が急激に低下。またニュースの取材体制なども脆弱だったことから読者離れが進み、発行部数は減少を続ける。そのため1994年春には紙面リニューアルを行い、「コミックペーパー」の看板を下ろして競馬面・風俗面を増強、パチンコの出玉予想コーナーを新設するなど風俗情報紙としての生き残りを図るが、売り上げは改善せず、同年5月20日を最後に休刊となった。

## 主な連載
- 小峯隆生のズリアナTOKYO!
- ターフレポーター アスカにおまかせ!（よしだみほ）
- クリトリごっこ（伴俊作）

など

## CM
島田紳助を起用したテレビCMを各キー局で放送していた。